# Félix-Auguste Duvert
Pour les articles homonymes, voir Duvert.
Félix-Auguste Duvert, né le 12 janvier 1795 à Paris 4e et mort le 19 octobre 1876 à Paris 9e, est un parolier, librettiste et dramaturge français.

## Biographie
Fils négociant en mousseline, Duvert a été retiré du pensionnat Haüy, à l’âge de douze ans, par ses parents qui avaient fait de mauvaises affaires, pour être employé de bureau. Engagé en 1811 dans les tirailleurs de la jeune garde, il a été incorporé au 4e dragons comme maréchal-des-logis et assisté au siège de Paris, où il a été blessé légèrement à la nuque. Au licenciement de l’armée de la Loire, il a refusé une sous-lieutenance qu’on lui offrait pour le gagner à la cause de Louis XVIII et le conserver sous les drapeaux, préférant quitter son régiment pour rentrer dans la vie civile.
Employé, à des appointements très modestes, dans une compagnie d’assurances, il a continué à écrire car, déjà dans la vie militaire il s’amusait à rimer des couplets. Sur les encouragements d’un de ses collègues, qui était le père de l’acteur Desmousseaux, il s’est lancé, en 1823, dans le vaudeville avec Les Frères de lait écrit en collaboration avec Édouard Nicole, père de l’acteur Léonce qui a fait rire toute une génération dans les opérettes et les bouffonneries.
Par la suite, il collaborera principalement avec Paul Duport, Saintine, Étienne Arago, Charles Dupeuty ou encore Charles Varin, mais son nom se rattache surtout de manière indissociable, à partir de 1830, à celui de son gendre, Augustin de Lauzanne. La charpente de l’intrigue, l’esquisse des personnages et l’imagination des quiproquos revenait à ce dernier, et Duvert parachevait ensuite la pièce, « en l’ornant de cet esprit qu’il dépensait partout en menue monnaie et en la dialoguant de ce style comique qui lui appartient en propre. »
Le premier succès notable de cette collaboration a été Harnali ou la Contrainte par cor, parodie en cinq tableaux d’Hernani, donné au théâtre du Vaudeville, 30 mars 1830. Pour parer au tollé provoqué la première représentation d’Hernani, le duc d’Orléans, qui avait dû apporter à Victor Hugo son soutien pour vaincre les obstacles et les répugnances afin d’imposer Hernani à la Comédie-Française, avait eu l’idée d’une parodie, bien faite, qui tournerait au comique les audaces les plus litigieuses de ce drame emblématique du théâtre romantique. En faire rire devait atténuer la responsabilité d’avoir autorisé Hugo à faire représenter sa pièce. Duvert, pressenti pour son tempérament classique, a accepté la commande, et la première représentation a eu lieu moins d’un mois après celle d’Hernani. Le duo a ensuite « enfanté » de très nombreuses « folies » à succès pendant plus de quarante ans.
Outre le nombre considérable de pièces de tous genres, dont cent vingt et une ont été imprimées, Duvert a également écrit les paroles de nombreuses chansons et donné deux opéras à l’Odéon. Il avait été fait chevalier de la légion d’honneur, le 25 août 1834, chevalier de quelques autres ordres étrangers et titulaire de la médaille de Sainte-Hélène. Il est inhumé au cimetière du Père-Lachaise avec son corédacteur et gendre Lauzanne.

## Œuvre

### Théâtre
- Les Frères de lait, comédie-vaudeville en un acte, avec Édouard Nicole et ***, Gymnase-Dramatique, 8 février 1823.
- Le Mort vivant ou les Suites d’un cartel, comédie-vaudeville en un acte, avec Nicole, Vaudeville, 6 décembre 1823.
- Une visite en prison, comédie-vaudeville en un acte, avec Nicole, Vaudeville, 24 juillet 1824.
- Le Jour des noces ou la Lettre initiale, comédie-vaudeville en un acte, avec Nicole, Vaudeville, 14 octobre 1824.
- Le Dernier des Romains, prologue, Vaudeville, 4 novembre 1824.

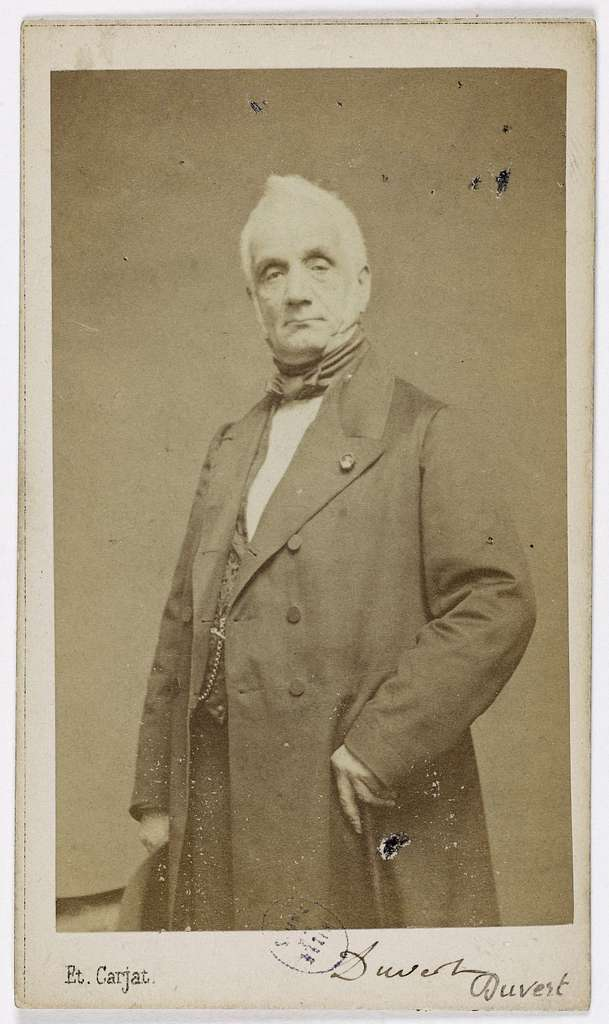
Félix-Auguste Duvert en 1876. Portrait carte de visite, photo contrecollée sur carton.

- Félix-Auguste Duvert en 1876. Portrait carte de visite, photo contrecollée sur carton.Les Habits d’emprunt, vaudeville en un acte, avec Nicole, Vaudeville, 4 novembre 1824.
- Ma femme se marie, vaudeville en un acte, avec Vianadt, Vaudeville, 11 décembre 1824.
- Kettly ou le Retour en Suisse, vaudeville en un acte, avec Paulin, Vaudeville, 28 janvier 1825.
- L’Homme de confiance, vaudeville en un acte, avec Bernard, Vaudeville, 13 juin 1825.
- La Dernière Heure de liberté, comédie-vaudeville en un acte, avec Paulin, théâtre de Madame, 20 aout 1825.
- Joseph II ou l’Inconnu au cabaret, comédie-vaudeville, avec Lafontaine et Leroy, Vaudeville, 25 février 1826.
- La Sourde-muette ou la Dame au voile vert, comédie-vaudeville en un acte, avec Xavier, Vaudeville, 20 avril 1826.
- Oréno ou le Bon Nègre, vaudeville en un acte, avec Xavier et Paulin, Vaudeville, 7 juin 1826.
- Odéina ou la Canadienne, comédie-vaudeville en un acte, avec Xavier, Vaudeville, 1er février 1827
- Le Jeune Maire, comédie-vaudeville en deux actes, avec Xavier et Dupeuty, théâtre de Madame, 21 mai 1827.
- Les Enfans trouvés, comédie-vaudeville en deux actes, avec Xavier et Dupeuty, Vaudeville, 30 janvier 1828.
- Le Page de Woodstock, comédie-vaudeville en un acte, avec Xavier et Dupeuty, Vaudeville, 8 mars 1828.
- M. Rossignol ou le Prétendu de province, folie-vaudeville en un acte, avec de Tully et Lafontaine, Variétés, 21 avril 1828.
- La Matinée aux contre-temps, comédie-vaudeville en un acte, avec Desvergers et Victor, Nouveautés, 16 juillet 1828.
- Dix ans de constance, comédie-vaudeville en un acte, avec Xavier, Nouveautés, 11 aout 1828.
- La Saint-Valentin ou le Collier de perles, comédie-vaudeville en un acte, avec Paulin, théâtre de Madame, 3 octobre 1828.
- La Couturière, comédie en trois actes, mêlée de couplets, avec Desvergers et Varin, Nouveautés, 28 octobre 1829.
- Sir Jack ou qui est-ce qui veut se faire pendre ?, histoire burlesque en trois épisodes, avec Desvergers et Varin, Nouveautés, 9 juin 1829.
- Harnali ou la Contrainte par cor, parodie en cinq tableaux de Hernani, avec Lauzanne, Vaudeville, 30 mars 1830, lire en ligne sur Gallica.
- La Famille de l’apothicaire ou la Petite Prude, vaudeville en un acte, avec Desvergers et Varin, Vaudeville, 12 juillet 1830.
- 27, 28 et 29 juillet, tableau épisodique des trois journées, avec Arago, Vaudeville, 17 aout 1830.
- Bonaparte, lieutenant d’artillerie, ou 1789 et 1800, comédie historique en deux actes, mêlée de couplets avec Xavier et Saint-Laurent, Vaudeville, 9 octobre 1830.
- La Ligue des femmes, ou le Bal et la Faction, « tableau civil et militaire » en un acte, avec Xavier, Vaudeville, 4 décembre 1830.
- Cagotisme et Liberté, ou les Deux Semestres, revue en deux parties, avec Ernest et Étienne, Vaudeville, 31 décembre 1830, lire en ligne sur Gallica.
- Heur et Malheur, vaudeville, avec Basset et Lauzanne, Vaudeville, 19 avril 1831.
- M. Chapolard ou le Lovelace dans un grand embarras, comédie-vaudeville en un acte, avec Lauzanne et Paulin, Variétés, 25 juin 1831, lire en ligne sur Gallica.
- La Famille improvisée, « scènes épisodiques », avec Dupeuty et Brazier, Vaudeville, 5 juillet 1831.
- Marionnette, parodie en 5 actes et en vers de Marion Delorme, avec Dupeuty, Vaudeville, 29 aout 1831.
- Le Fils du colonel, drame en un acte, mêlé de couplets, avec Henry, Vaudeville, 31 octobre 1831.
- Mademoiselle Marguerite, vaudeville en un acte, avec Xavier, Vaudeville, 2 février 1832.
- Perruque et Chandelles, vaudeville en un acte, avec Lauzanne, Vaudeville, 26 avril 1832.
- La Moustache de Jean-Bart, vaudeville-anecdote en un acte, avec Desvergers et Vanderburch, Palais-Royal, 15 aout 1832.
- Le Marchand de peaux de lapin ou le Rêve, « invraisemblance » en 3 parties, avec Lauzanne, Variétés, 16 octobre 1832.
- Les Cabinets particuliers, folie-vaudeville en un acte, avec Xavier, Vaudeville, 23 octobre 1832.
- Le Singe et l’Adjoint, folie-vaudeville en un acte, avec Henry, Palais-Royal, 7 février 1833.
- Prosper et Vincent, vaudeville en deux actes, avec Lauzanne, Variétés, 7 novembre 1833.
- Un scandale, folie-vaudeville en un acte, avec Lauzanne, Palais-Royal, 18 janvier 1834.
- Le Huron ou les Trois Merlettes, folie philosophique en un acte, avec Xavier et Lauzanne d’après Voltaire, Variétés, 4 février 1834.
- Pécherel l’empailleur, vaudeville en un acte, avec Lauzanne, Vaudeville, 28 avril 1834.
- Jacquemin, roi de France, comédie mêlée de chants, en deux actes, avec Lauzanne, Vaudeville, 8 septembre 1834.
- La Filature, comédie-vaudeville en trois actes, avec Lauzanne, Palais-Royal, 28 octobre 1834.
- La Vie de Napoléon racontée dans une fête de village, scène épisodique, avec Tousez, Palais-Royal, 9 novembre 1834.
- Cornaro, tyran pas doux, traduction en 4 actes et en vers d'Angelo, tyran de Padoue, avec Dupeuty, Vaudeville, 18 mai 1835.
- Le Jugement de Salomon, vaudeville en un acte, avec Lauzanne, Variétés, 3 novembre 1835.
- Elle n’est plus ! (suite de Simple histoire), comédie-vaudeville en un acte, avec Lauzanne, Gaîté, 22 janvier 1836.
- Le Hottentot, folie-vaudeville en trois parties, avec Lauzanne, Porte-Saint-Antoine, 2 février 1836.
- Monsieur et Madame Galochard, vaudeville en un acte, avec Xavier et Lauzanne, Vaudeville, 6 février 1836.
- La Fille de la favorite, comédie historique en trois actes, avec Lauzanne, Porte-Saint-Martin, 11 février 1836.
- Actéon et le Centaure Chiron, farce, avec Théaulon et de Leuven, Palais-Royal, 19 mars 1836, lire en ligne sur Gallica.
- Renaudin de Caen, comédie-vaudeville en deux actes, avec Lauzanne, imitée de Calderón, Vaudeville, 24 mars 1836.
- Capitaine de voleurs, comédie-vaudeville en deux actes, avec Xavier et Lauzanne, Vaudeville, 14 novembre 1836, lire en ligne sur Gallica.
- Le Mari de la dame de chœurs, vaudeville en deux actes, avec Bayard, Vaudeville, 12 décembre 1836.
- La Laitière et les Deux Chasseurs, ou l’Ours, le Ballon, la Grenouille et le Pot au lait, « chose fort ancienne, imitée de défunt Duni et de ci-devant Anseaume », avec Xavier et Lauzanne, Palais-Royal, 6 février 1837.
- Michel, ou Amour et Menuiserie, comédie-vaudeville en 4 actes, avec Lauzanne et Jaime, Variétés, 16 février 1837.
- Paul et Pauline, comédie-vaudeville en deux actes, avec Lauzanne, Palais-Royal, 5 juin 1837.
- Mina ou la Fille du bourgmestre, comédie-vaudeville en deux actes, avec Lauzanne, Vaudeville, 4 juillet 1837.
- Bijou ou l’Enfant de Paris, féerie en 4 actes mêlée de vaudevilles, avec Pixérécourt et Brazier, Cirque-Olympique, 31 janvier 1838.
- Impressions de voyage, vaudeville en deux actes, avec Xavier et Lauzanne, Vaudeville, 13 juin 1838.
- Les Étrennes de ma barbe, à-propos vaudeville en un acte, avec Lauzanne, Palais-Royal, 31 décembre 1838.
- La Femme de ménage, folie en un acte, avec Xavier et Lauzanne, Palais-Royal, 7 mars 1839.
- Le Plastron, comédie en deux actes mêlée de chant avec Xavier et Lauzanne, Vaudeville, 27 avril 1839.
- Un monsieur et une dame, comédie-vaudeville avec Xavier et Lauzanne, Vaudeville, 27 février 1841.
- La Sœur de Jocrisse, vaudeville en un acte, avec Varner, Palais-Royal, 17 juillet 1841.
- Un monstre de femme, comédie-vaudeville en un acte, avec Varner et Lauzanne, Vaudeville, 10 septembre 1841.
- Le Grand Palatin, comédie-vaudeville en trois actes, avec Lauzanne et Le Roux, Vaudeville, 22 janvier 1842.
- Carabins et carabines, vaudeville en deux actes, avec Xavier et Lauzanne, Variétés, 23 avril 1842. 1842
- L’Omelette fantastique, vaudeville en un acte, avec Boyer, Palais-Royal, 22 aout 1842. 1842
- Les Informations conjugales, vaudeville en un acte, avec Lauzanne et Jaime, Variétés, 7 novembre 1842. 1842
- Les Égarements d’une canne et d’un parapluie, folie-vaudeville, avec Lauzanne, Palais-Royal, 28 janvier 1843.
- Les Soupers de carnaval, Paris, Annales dramatiques, 1843, folie mêlée de couplets, avec Varin et de Kock, théâtre du Palais-Royal, 26 février 1843 (lire en ligne), p. 63.
- Entre ciel et terre, pochade-vaudeville, avec Lauzanne, Palais-Royal, 25 avril 1843.
- Jocrisse en famille, folie-vaudeville en un acte, avec Lauzanne, Palais-Royal, 28 juin 1843.
- L’Homme blasé, vaudeville en deux actes, avec Lauzanne, Vaudeville, 18 novembre 1843.
- La Bonbonnière ou Comme les femmes se vengent, vaudeville en un acte, avec Lauzanne, Palais-Royal, 1er février 1844
- Trim ou la Maîtresse du roi, vaudeville en deux actes, avec Lauzanne, Variétés, 16 mars 1844.
- Le Pot aux roses, comédie-vaudeville en un acte, avec Boyer, Palais-Royal, 31 octobre 1845.
- L’Île de Robinson, vaudeville en un acte, avec Lauzanne, Vaudeville, 3 novembre 1845.
- Riche d’amour, comédie-vaudeville en un acte, avec Xavier et Lauzanne, Vaudeville, 20 novembre 1845.
- Le Marchand de marrons, comédie-vaudeville en deux actes, avec Lauzanne, Gymnase-Dramatique, 22 décembre 1845.
- Beaugaillard ou le Lion amoureux, vaudeville en un acte imité d’une fable de La Fontaine, avec Xavier et Lauzanne, Vaudeville, 5 février 1846.
- La Planète à Paris, revue en trois actes et en 4 tableaux, avec J. Gabriel et Dupeuty, Vaudeville, 12 décembre 1846.
- Le Docteur en herbe, comédie-vaudeville en deux actes, avec Lauzanne, Palais-Royal, 1er avril 1847
- Ce que femme veut..., comédie vaudeville en deux actes, avec Lauzanne, Vaudeville, 14 avril 1847.
- La Clef dans le dos, comédie-vaudeville en un acte, avec Lauzanne et Duport, Gymnase-Dramatique, 12 février 1848.
- Hercule Belhomme, comédie-vaudeville en un acte, avec Lauzanne, Gymnase-Dramatique, 30 mars 1848.
- La Poésie des amours et..., comédie-vaudeville en deux actes, avec Lauzanne, Vaudeville, 1er mars 1849
- Un cheveu pour deux têtes, comédie en un acte mêlée de couplets, avec Varner et Lauzanne, Montansier, 11 mai 1849.
- Malbranchu, greffier au plumitif, comédie-vaudeville en deux actes, avec Xavier et Lauzanne, Vaudeville, 26 novembre 1849.
- La Fin d’une république ou Haïti en 1849, à-propos-vaudeville en un acte, avec Lauzanne, Vaudeville, 18 décembre 1849.
- À la Bastille, vaudeville en un acte, avec Xavier et Lauzanne, Variétés, 6 mai 1850.
- Le Pont cassé, comédie-vaudeville en un acte, avec Lauzanne, Variétés, 10 octobre 1850.
- Supplice de Tantale, comédie-vaudeville en un acte, avec Lauzanne, Variétés, 31 octobre 1850.
- Les Malheurs heureux, comédie-vaudeville en un acte, avec Lauzanne et La Rounat, Variétés, 3 mai 1851.
- Une queue rouge, comédie-vaudeville, deux actes en 3 parties, avec Lauzanne, Variétés, 17 janvier 1852.
- Le Puits mitoyen, folie-vaudeville en un acte, avec Lauzanne, Variétés, 25 janvier 1852.
- Le Roi des drôles, comédie en trois actes mêlée de chant, avec Lauzanne, musique de Nargeot, Variétés, 3 aout 1852.
- Une jolie jambe, vaudeville en un acte, avec Lauzanne, Vaudeville, 13 mars 1853.
- Un père de famille, comédie-vaudeville en un acte, avec Lauzanne, Gymnase-Dramatique, 22 février 1854.
- Le Diable, vaudeville en deux actes, avec Lauzanne, Variétés, 12 janvier 1855.
- Riche de cœur, comédie-vaudeville en un acte, avec Lauzanne, Gymnase-Dramatique, 26 septembre 1856.
- Le Hanneton du Japon, comédie-vaudeville en un acte, avec Lauzanne, Palais-Royal, 27 mars 1858.
- Macaroni d’Italie, vaudeville en un acte, avec Lauzanne et H. L***, Variétés, 12 avril 1858.
- En revenant de Pondichéry, comédie en deux actes, mêlée de couplets, avec Lauzanne, Palais-Royal, 2 décembre 1858.

### Livrets
- La Comédie à la campagne, opéra-comique en deux actes d’après L’impresario in angustie (1786) de Cimarosa, Odéon, 16 aout 1825.
- L’Eau de jouvence, opéra-comique en un acte imité de l’allemand, avec Xavier, Odéon, 13 octobre 1827.
- Voyage autour de ma chambre, opéra-comique en un acte, avec Xavier et Lauzanne, musique d’Albert Grisar, Opéra-Comique, 12 aout 1859.

### Paroles
- Les Havrais, cantate adressée aux habitans du Havre, 1830.
- La Parisienne, chant national, avec É. Arago et Varin, « au profit des blessés et des familles des citoyens morts en combattant pour la liberté les 27, 28 et 29 juillet », 1830.